# Блюдцы
Блю́дцы — деревня в Чановском районе Новосибирской области. Входит в состав Блюдчанского сельсовета.

## География
Площадь деревни — 62 гектара.

## Население
| 2002 | 2007 | 2010 |
| ---- | ---- | ---- |
| 245  | ↘212 | ↘148 |

## Инфраструктура
В деревне по данным на 2007 год функционируют 1 учреждение здравоохранения и 1 учреждение образования.